# Хроническая травматическая энцефалопатия
Хроническая травматическая энцефалопатия (ХТЭ, энцефалопатия боксёров, травматическая энцефалопатия боксёров, деменция боксёров) — это нейродегенеративное заболевание, связанное с повторяющимися травмами головы. Симптомы энцефалопатии могут включать поведенческие проблемы, проблемы с настроением и проблемы с мышлением. Болезнь часто ухудшается со временем и может привести к деменции. Неизвестно, изменяется ли риск самоубийства.
Большинство документально подтвержденных случаев произошло у спортсменов, занимающихся боевыми видами спорта, такими как бокс, кикбоксинг, смешанные боевые искусства и муай тай, и контактными видами спорта, такими как американский футбол, австралийский футбол, рестлинг, хоккей, регби. Другие факторы риска включают армейские травмы, бытовое насилие и неоднократные удары головой. Точное количество травм, необходимых для возникновения заболевания, неизвестно, и по состоянию на 2022 год окончательный диагноз может быть поставлен только при вскрытии. Заболевание классифицируется как тауопатия.
Специфического лечения этого заболевания не существует. Установлено, что частота заболевания составляет около 30 % среди людей, имевших в анамнезе множественные травмы головы, однако популяционные показатели неясны. Исследования повреждения мозга в результате многократных травм головы начались в 1920-х годах. Было предложено изменить правила некоторых видов спорта в качестве средства профилактики.

## История
Впервые болезнь описал американец Гаррисон Стэнфорд Мартланд в 1928 году.

## Симптомы
Симптомы заболевания, которые проходят четыре стадии, обычно появляются через восемь-десять лет после того, как человек переживает повторяющиеся легкие травматические повреждения головного мозга.
Симптомами первой стадии являются спутанность сознания, дезориентация, головокружение и головные боли. Симптомы второй стадии включают потерю памяти, социальную нестабильность, импульсивное поведение и плохое мышление. Третья и четвёртая стадии включают прогрессирующую деменцию, двигательные расстройства, гипотимию, нарушения речи, расстройства сенсорной чувствительности, тремор, головокружение, глухоту, депрессию и суицидальные мысли.
Дополнительные симптомы включают дизартрию, дисфагию, когнитивные нарушения, такие как амнезия, и глазные аномалии, такие как птоз. Состояние проявляется как слабоумие, или снижение умственных способностей, проблемы с памятью, головокружения или отсутствие равновесия до такой степени, что человек не может ходить самостоятельно в течение короткого времени и/или паркинсонизм, или тремор и отсутствие координации. Это также может вызвать проблемы с речью и неустойчивую походку. Пациенты с хронической травматической энцефалопатией могут быть склонны к неадекватному или взрывному поведению и проявлять патологическую ревность или паранойю.

## Эпидемиология
Было установлено, что частота заболевания составляет около 30 % среди лиц, имевших в анамнезе множественные травмы головы. Однако популяционные показатели неясны.
Большинство задокументированных случаев произошли у спортсменов с легкими повторяющимися ударами головой в течение длительного периода времени. Имеющиеся данные свидетельствуют о том, что повторяющиеся сотрясающие и удары по голове вызывают ХТЭ. В частности, это касается контактных видов спорта, таких как бокс, американский футбол, австралийский футбол, борьба, смешанные единоборства, хоккей, регби и футбол. По состоянию на 2017 год неясно, связано ли заболевание только с частыми ударами головой по мячу у футболистов. К другим потенциальным факторам риска относятся военнослужащие (неоднократное воздействие взрывных зарядов или крупнокалиберных боеприпасов), домашнее насилие и неоднократные удары головой. Точное количество травм, необходимых для возникновения этого состояния, неизвестно, хотя считается, что для его развития могут потребоваться годы.
Случаи ХТЭ были зарегистрированы и в бейсболе.
Согласно исследованию 2017 года, проведенному на мозге умерших футболистов, 99 % исследованных мозгов игроков NFL, 88 % игроков CFL, 64 % полупрофессиональных игроков, 91 % футболистов колледжей и 21 % футболистов средних школ имели различные стадии ХТЭ.

## Этиология
Факторами риска для развития травматической энцефалопатии боксёров являются завершение активной боксёрской карьеры в возрасте старше 28 лет, занятия боксом более 10 лет, участие в 150 или большем количестве боксёрских поединков.

## Патогенез
Патологические изменения, обнаруженные в головном мозге у бывших боксёров-профессионалов, включают дегенерацию мозжечка с потерей мозжечковых клеток Пуркинье, дегенерацию чёрной субстанции (substantia nigra), наличие нейрофибриллярной «путаницы» в сером веществе, наличие полости прозрачной
перегородки (cavum septum pellucidum). Мозг боксёров с данным заболеванием имеет признаки церебральной атрофии, увеличения желудочков и полости прозрачной перегородки, содержания множественных фенестраций в стенках прозрачной перегородки.

## Диагностика
Диагноз ХТЭ не может быть поставлен у живых людей, точный диагноз возможен только во время вскрытия. Хотя существуют признаки и симптомы, которые некоторые исследователи связывают с ХТЭ, не существует точного теста, который бы доказал их наличие у живого человека. Признаки также очень похожи на симптомы других неврологических заболеваний, таких как болезнь Альцгеймера.
Отсутствие четких биомаркеров является причиной того, что ХТЭ, как правило, не может быть диагностирована при жизни человека. Сотрясения мозга являются неструктурными повреждениями и не приводят к кровоизлиянию в мозг, поэтому большинство сотрясений не видны на обычных нейровизуализационных исследованиях, таких как КТ или МРТ.

## Лечение
Как и болезнь Альцгеймера, Хроническая травматическая энцефалопатия является формой слабоумия без четкого излечения или обратимости. Многие из препаратов, используемых для лечения болезни Альцгеймера, могут быть использованы при лечении схожих симптомов ХТЭ для одинаково полезного эффекта. Препараты, используемые при лечении болезни Паркинсона, также иногда используются для контроля физической дрожи, связанной с ХТЭ.

## Профилактика
Использование шлемов и капы было предложено в качестве возможной профилактической меры; хотя ни одно из этих средств не имеет значительных исследований, подтверждающих их использование, оба средства были показаны для снижения прямой травмы головы. Хотя нет значительных исследований, подтверждающих использование шлемов для снижения риска сотрясений мозга, есть данные, подтверждающие, что использование шлемов снижает силу удара. Было показано, что защитные капы уменьшают травмы зубов, но опять же не было получено значительных доказательств того, что они уменьшают сотрясения мозга. Поскольку считается, что повторные удары повышают вероятность развития ХТЭ, все более актуальной областью практики является улучшение распознавания и лечения сотрясений и других травм головы; отстранение от занятий спортом на время восстановления после этих травматических повреждений имеет большое значение. Правильный протокол возвращения в игру после возможных травм мозга также важен для снижения значимости будущих ударов.
Предпринимаются усилия по изменению правил контактных видов спорта, чтобы снизить частоту и тяжесть ударов по голове. Примерами таких изменений правил являются эволюция правил техники захвата в американском футболе, например, запрет первого удара в шлем, и добавление правил для игроков защиты. Аналогичным образом, ещё одной растущей областью дебатов является более эффективное применение уже существующих правил для защиты спортсменов.
В связи с опасениями, что бокс может вызвать ХТЭ, среди медиков возникло движение за запрет этого вида спорта. Медики призывали к такому запрету ещё в 1950-х годах.

## Спортсмены, страдавшие заболеванием

### Боксёры
| - Мохаммед Али - Флойд Паттерсон - Джек Демпси - Джо Луис - Уилфред Бенитес | - Джимми Эллис - Вилли Пеп - Мелдрик Тейлор - Бобби Чакон - Билли Конн |

### Рестлеры
22 июня 2007 года канадский рестлер Крис Бенуа убил свою жену, 23 июня убил своего семилетнего сына, а 24 июня покончил жизнь самоубийством, повесившись на тренажёрах в подвале своего дома. Последующие исследования, проведённые «Институтом спортивного наследия» (ныне «Фонд последствий сотрясений мозга»), позволили предположить, что депрессия и ХТЭ, были факторами, способствовавшими трагедии.